# These Old Shades
These Old Shades (1926) é um romance georgiano (ambientado em torno de 1755–56), escrito pela romancista britânica Georgette Heyer (1902–1974). Foi um sucesso instantâneo e a estabeleceu como escritora. Ele se enquadra na categoria de romance histórico.